# Cautivo (álbum de Carlos Mata)
Cautivo es el título del quinto álbum de estudio grabado por el cantautor y actor venezolano Carlos Mata, Fue lanzado al mercado por la empresa discográfica Sonográfica en 1990. El álbum Cautivo fue producido por Rudy Pérez y coproducido por Ricardo Eddy Martínez. Además cuenta con 10 canciones de entre las cuales se encuentran los dos éxitos: «Déjame intentar» y «Te estoy amando tanto».

## Lista de canciones
| Cautivo |                         |                                                   |          |  |
| N.º     | Título                  | Escritor(es)                                      | Duración |  |
| 1.      | «Liberame»              | Rudy Pérez · Omar Sánchez                         | 3:47     |  |
| 2.      | «Cautivo»               | Ricardo Eddy Martínez                             | 3:48     |  |
| 3.      | «Te estoy amando tanto» | Rudy Pérez · Omar Sánchez                         | 3:36     |  |
| 4.      | «Amándote»              | Willy Chirino                                     | 4:12     |  |
| 5.      | «Déjame intentar»       | Rudy Pérez · Omar Sánchez                         | 3:36     |  |
| 6.      | «Será lo que será»      | Carlos Moreno                                     | 4:36     |  |
| 7.      | «Cuándo tú no estás»    | Ricardo Eddy Martínez                             | 4:15     |  |
| 8.      | «Si te vuelvo a ver»    | Alberto Plaza                                     | 4:35     |  |
| 9.      | «Alguien divino»        | F. Girao                                          | 4:12     |  |
| 10.     | «Busco un corazón»      | Rudy Pérez · Omar Sánchez · Ricardo Eddy Martínez | 3:15     |  |

## Uso en los medios
El tema Déjame intentar fue utilizado para el tema principal de la telenovela venezolana de la hoy extinta cadena de televisión RCTV, La pasión de Teresa (1989-1990), protagonizada por Astrid Carolina Herrera y el propio Carlos Mata.
El tema "Te estoy amando tanto" fue utilizado para el tema principal de la telenovela venezolana Anabel (1990), protagonizada por Anabel Gracia y el propio Carlos Mata.
- Datos: Q101207804